# Climatizador evaporativo

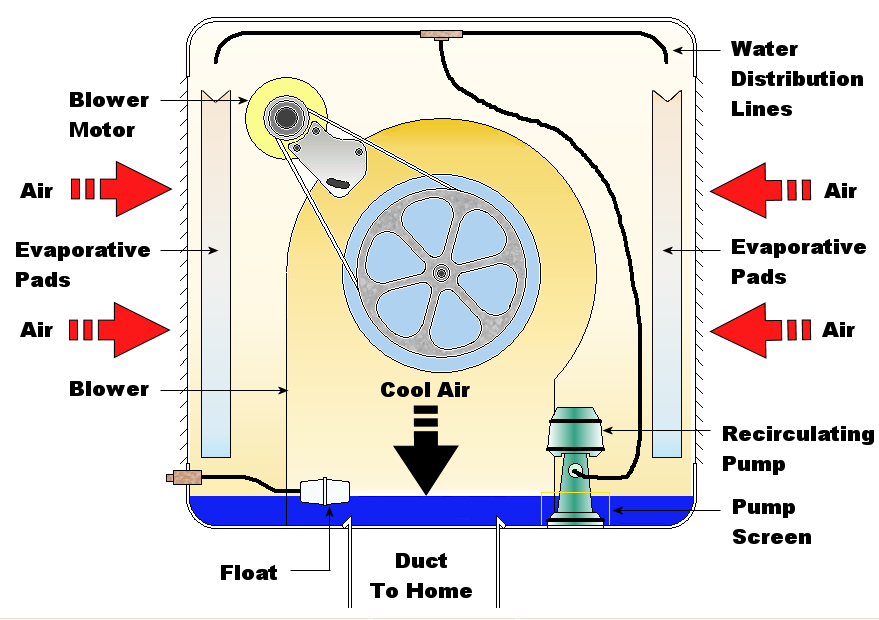
Climatizador evaporativo nórdico

Climatizador evaporativo ou climatizador por evaporação é um equipamento que tem como característica reduzir a temperatura do ar utilizando o processo de evaporação da água.
Trata-se de um equipamento formado basicamente por um ventilador, uma bomba de água, um reservatório e células de um papel especial que não absorve a água.
O ar externo é puxado pela força do ventilador, passando pelas células de papel, que são constantemente molhadas pela água do reservatório, circulada pela bomba de água. O ar externo, seco e quente, absorve umidade e tem sua temperatura reduzida pelo processo de evaporação da água, resultando em um ar mais úmido e frio que o ar externo.
A temperatura resultante não é controlada ou constante, pois depende de fatores externos não controláveis, como temperatura e umidade do ar exterior.
Esse tipo de equipamento tem se tornado comum em áreas com grande concentração de pessoas ou ambientes industriais, pois torna o ar mais facilmente respirável, além de permitir que o ambiente fique completamente aberto, unindo uma ventilação adequada a um processo de redução de temperatura do ar.

## Mitos do sistema de climatização evaporativa
É preciso ficar atento ao sistema de resfriamento evaporativo que ao contrário dos sistemas de aspersão de gotículas, não lançam névoas no ambiente, podendo ser utilizados na maioria dos ambientes.

## Climatizador industrial
Embora com nome diferente, os climatizadores industriais utilizam o mesmo sistema de funcionamento do resfriamento evaporativo. O nome se dá apenas em decorrência do local de uso do climatizador em ambientes industriais que precisam geralmente de uma maior potência e poder de climatização.